# Hiraiwa Chikayoshi
Hiraiwa Chikayoshi est un nom japonais traditionnel ; le nom de famille (ou le nom d'école), Hiraiwa, précède donc le prénom (ou le nom d'artiste).
Hiraiwa Chikayoshi (平岩 親吉, 1542-1er février 1611) est un daimyo du début de l'époque d'Edo. Il est à la tête du domaine d'Inuyama.

## Source de la traduction
- (en) Cet article est partiellement ou en totalité issu de l’article de Wikipédia en anglais intitulé « Hiraiwa Chikayoshi » (voir la liste des auteurs).